# Tylopsacas cuneatum
Tylopsacas cuneatum är en tvåhjärtbladig växtart som först beskrevs av Henry Allan Gleason, och fick sitt nu gällande namn av Leeuwenb.. Tylopsacas cuneatum ingår i släktet Tylopsacas och familjen Gesneriaceae. Inga underarter finns listade i Catalogue of Life.